# Saab AB
Saab AB (швед. Svenska Aeroplan Aktiebolaget) — шведська компанія, що спеціалізується в галузі авіабудування, аерокосмічного устаткування та військової електроніки. Заснована 2 квітня 1937.
З 1947 по 1990 була керуючою компанією для виробника автомобілів Saab Automobile.
У 1968—1995 компанія була в об'єднанні з виробником вантажних автомобілів Scania-Vabis, відомому як Saab-Scania.

## Продукція
Компанія головним чином спеціалізується на розробці і виробництві винищувачів. Saab виготовляв літаки з 1930-х років. Основною моделлю сучасного винищувача є JAS 39 Gripen, а її реактивними попередниками були Туннан, Lansen, Draken і Viggen.
Останніми цивільними моделями, які виготовляв Saab, були пасажирські літаки — Saab 340 і його подовжена модифікація Saab 2000. Обидва є авіалайнерами середнього класу, двомоторними турбогвинтовими низькопланами. Розробкою та виробництвом цих літаків займались в Лінчепінгу.

## Saab і ВПС України
У 2020 році ВПС розробили програму розвитку до 2035 року. У ній передбачена заміна наявних у ВПС України МіГ-29, Су-27, Су-25, Су-24 на єдиний тип багатоцільового винищувача покоління «4+». Як один з варіантів розглядається Saab JAS 39 Gripen.

## Галерея

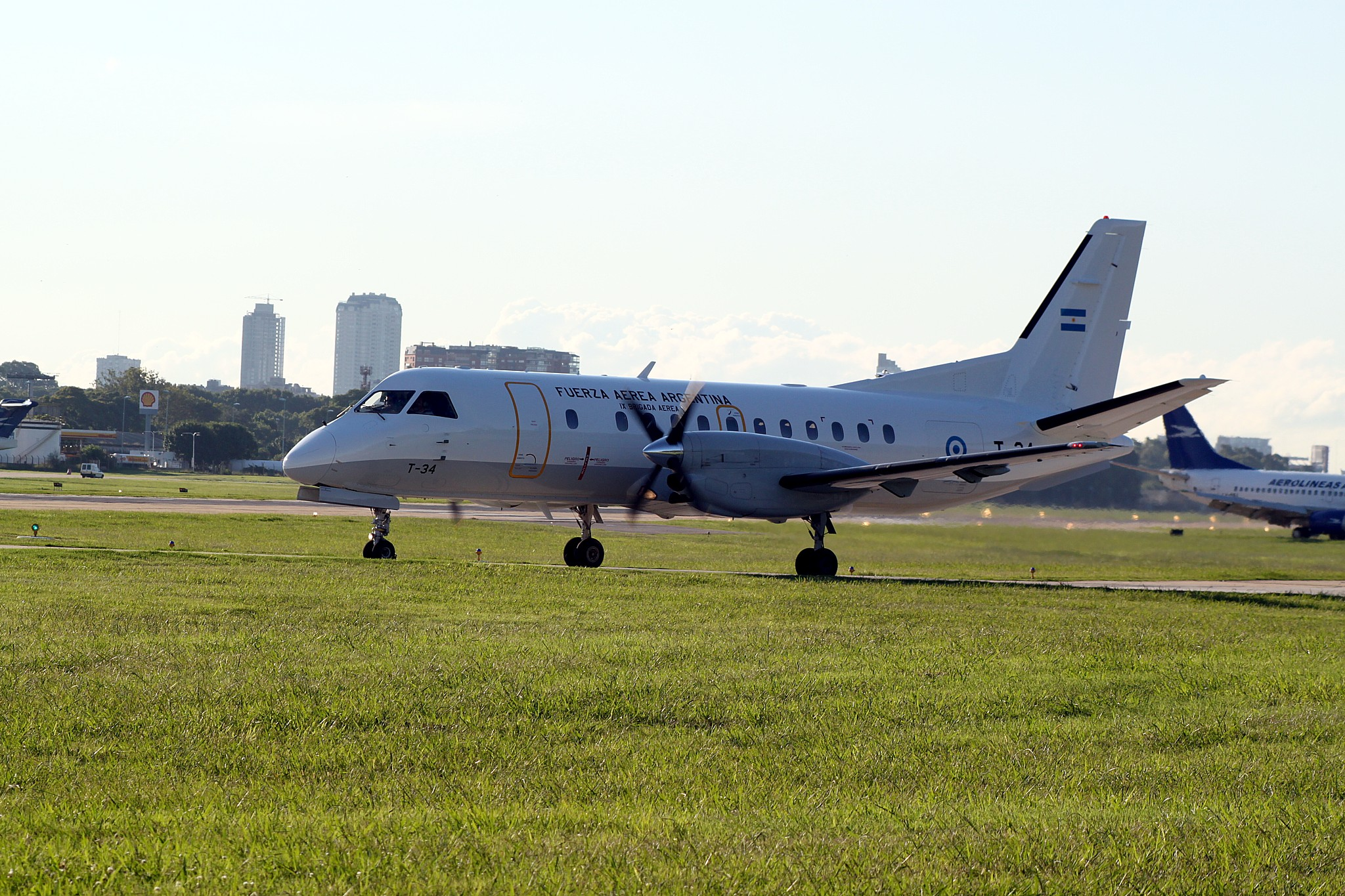
Пасажирський літак Saab 340
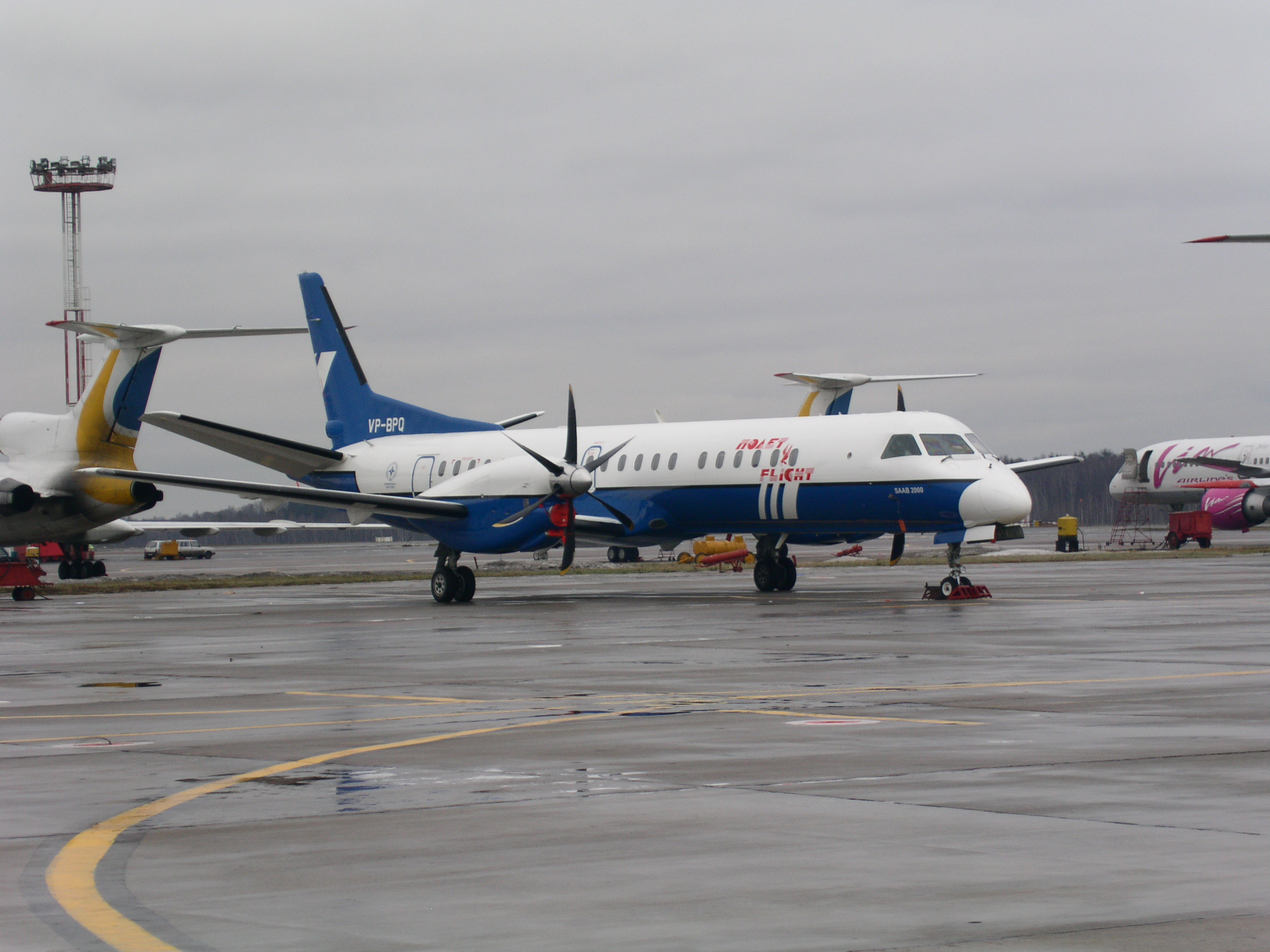
Пасажирський літак Saab 2000
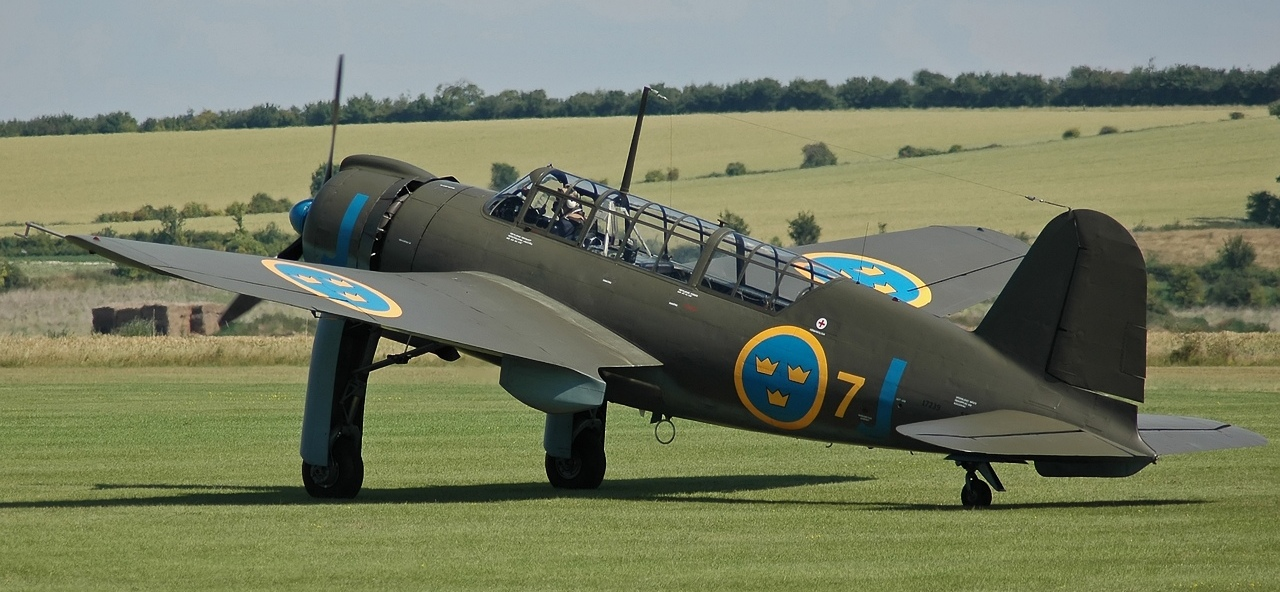
Saab B 17A
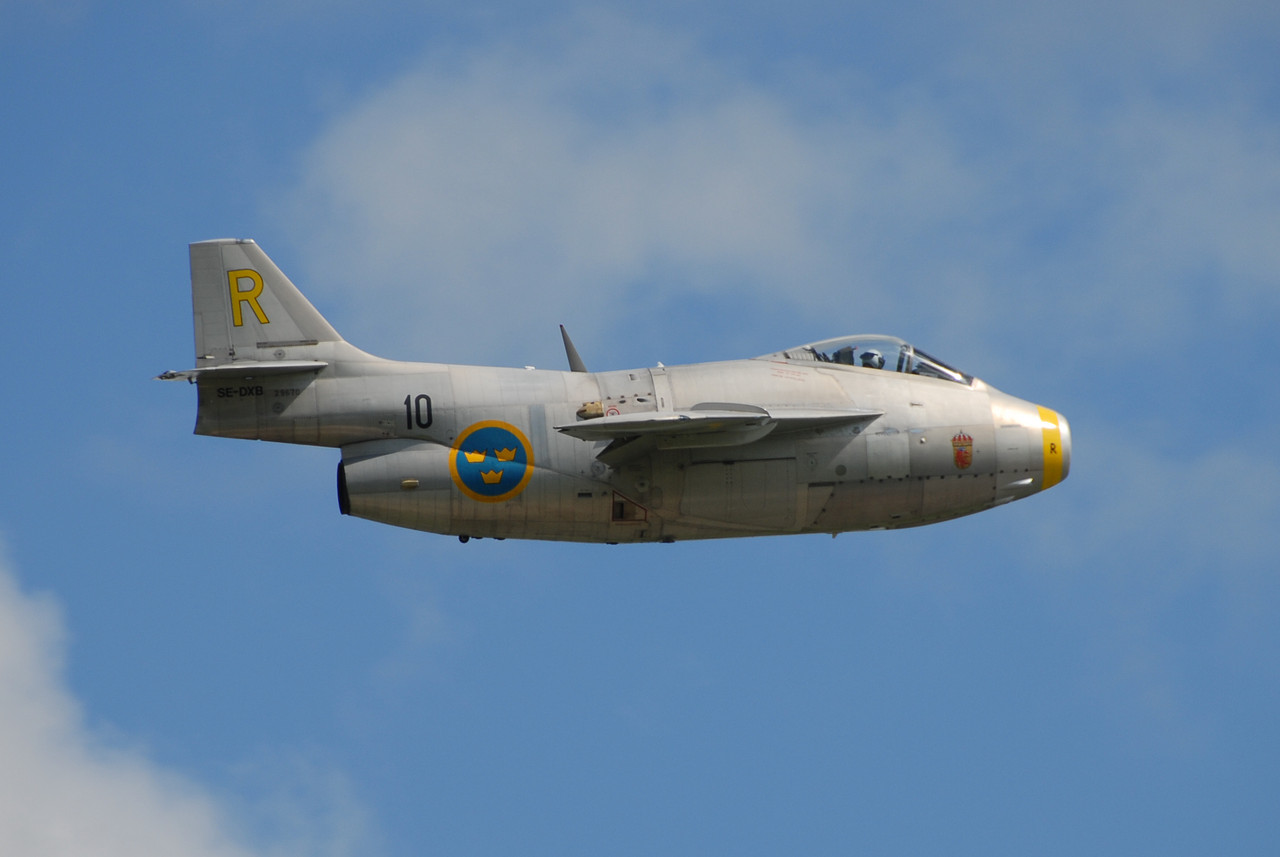
Saab 29 Tunnan
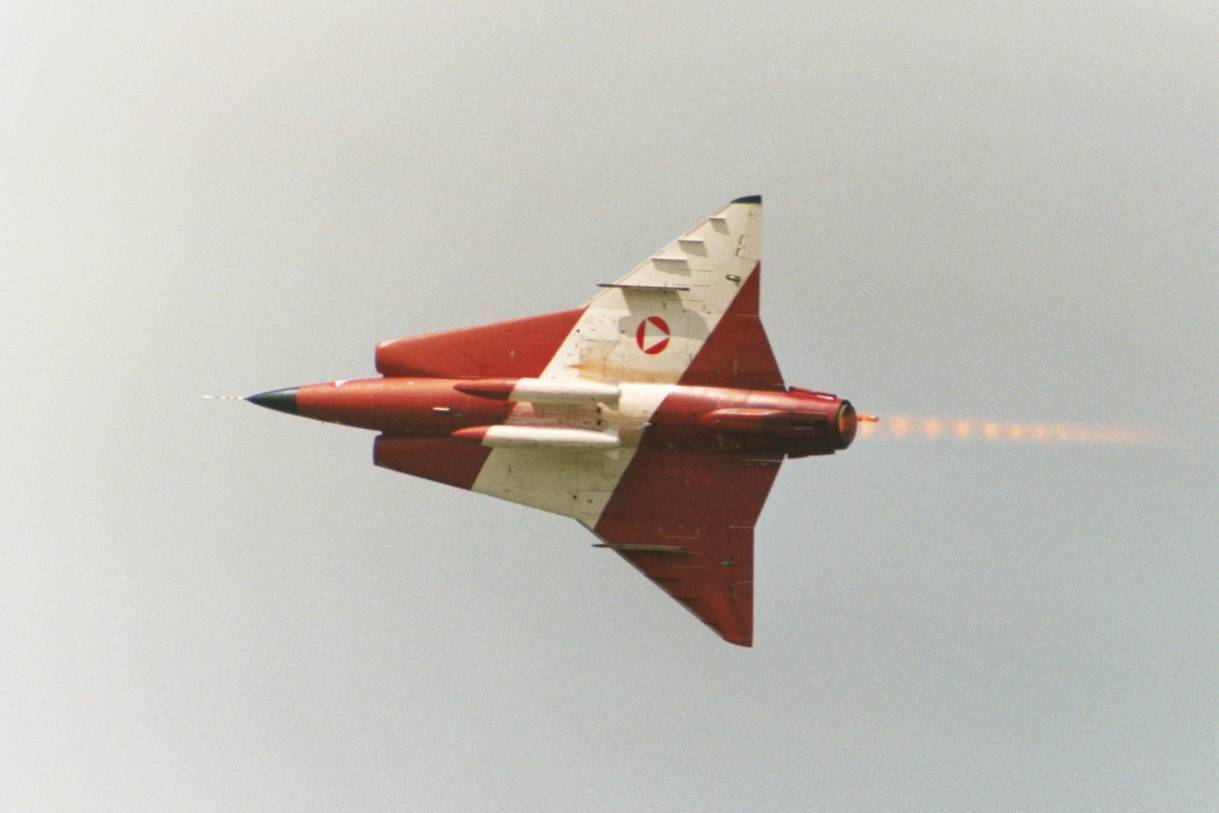
Saab 35 Draken
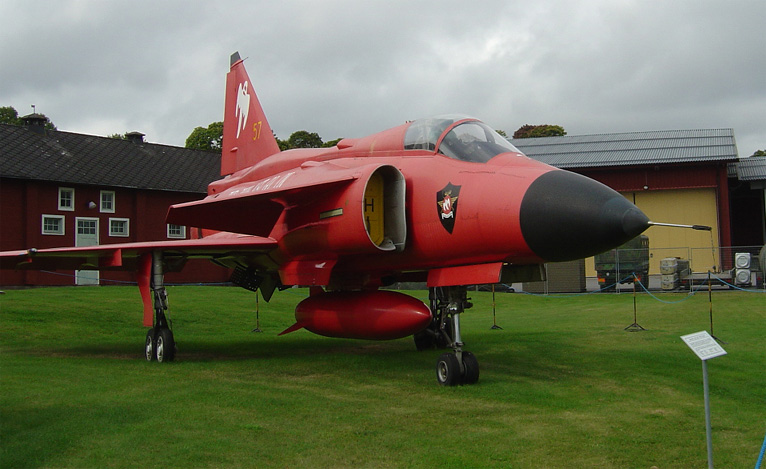
Saab 37 Viggen
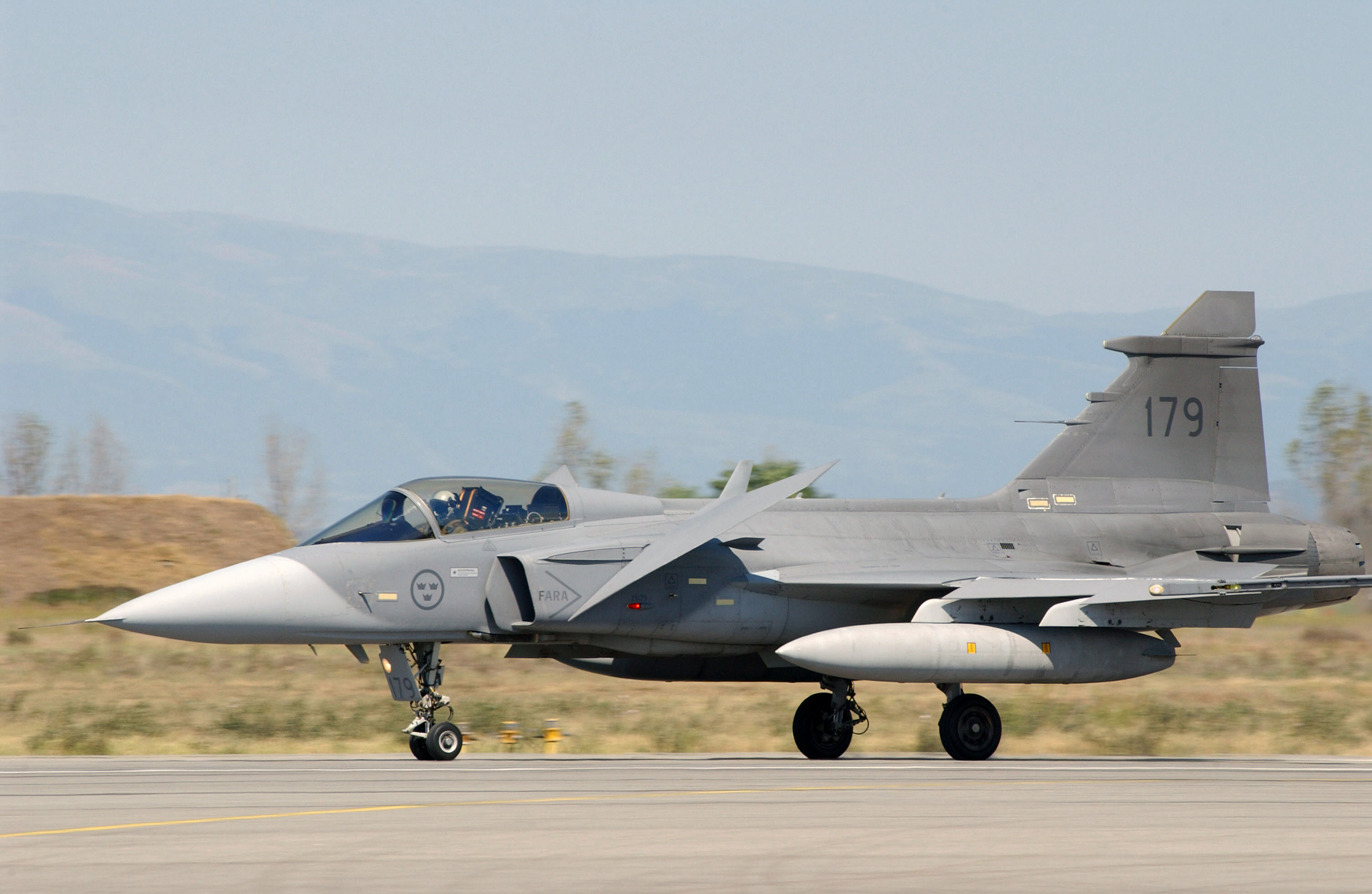
Винищувач JAS-39 Gripen